# Xã Kentucky, Quận White, Arkansas
Xã Kentucky (tiếng Anh: Kentucky Township) là một xã thuộc quận White, tiểu bang Arkansas, Hoa Kỳ. Năm 2010, dân số của xã này là 1.328 người.